# 极光鱼龙属

极光鱼龙属（学名：Auroroborealia）是一種生存在三疊紀诺利阶的魚龍類，化石發現於俄羅斯。

## 下属物种
本属包括以下物种：
- Auroroborealia incognita Zverkov, Grigoriev, Wolniewicz, Konstantinov & Sobolev, 2021[2]